# Spoorlijn Vevey - Puidoux-Chexbres
De spoorlijn Vevey - Puidoux-Chexbres is een Zwitserse spoorlijn tussen Vevery en Puidoux-Chexbres. De spoorlijn was tot 2013 eigendom van de spoorweg onderneming Chemin de fer Vevery-Chexbres (afgekort: VCh) en is gelegen in het kanton Vaud. Voor de treindienst worden treinstellen van het type RBDe 560 gehuurd van de Zwitserse federale spoorwegen. Sinds 2013 is de lijn eigendom van en uitgebaat door de Chemins de fer fédéraux suisses (CFF).

## Geschiedenis

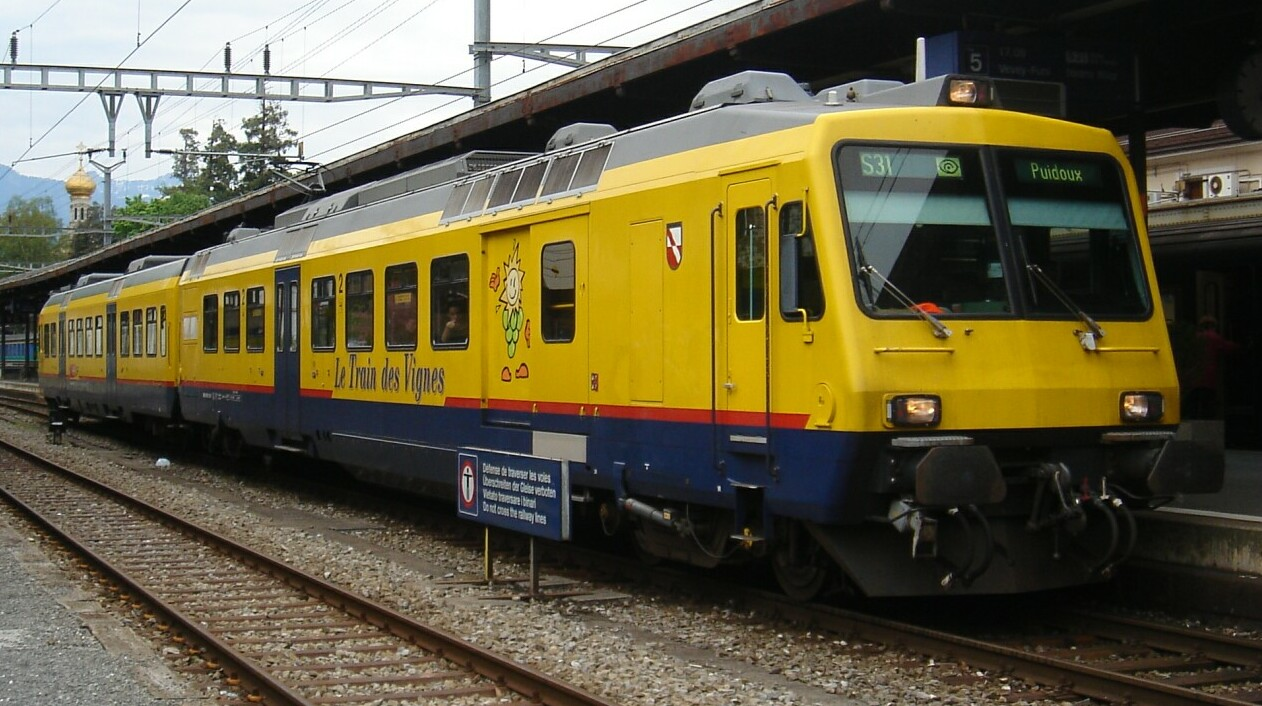
SBB NPZ Train des Vignes in Vevey, 6 mei 2005

De Compagnie du Chemin de fer Vevey–Chexbres werd op 14 oktober 1899 opgericht voor de bouw van een normaalsporig traject van Vevey naar Puidoux-Chexbres.
Op 2 mei 1904 werd het eerste deel van het traject in gebruik genomen.
Om het tweede deel te kunnen bouwen werd het hele traject aan de CFF verhuurd.
De Chemin de fer Vevery-Chexbres (VCh) huurt voor een lange periode twee treinen van de CFF voor het traject tussen Vevey en Puidoux Chexbres. De treinen werden aangepast met extra remvermogen. Het treinstel RBDe 560 131 wordt in aangepaste kleuren met merknaam Train des Vignes ingezet. Het treinstel RBDe 560 132 heeft SBB-CFF kleuren en is het reserve treinstel.

## Traject
Het traject is 7,83 kilometer lang en heeft een max. helling van 44 ‰. Het traject vormt een schakel tussen de Simplonlinie van Brig naar Lausanne en de Mittellandlinie van Lausanne naar Bern. Voor de treinen op het traject van Brig naar Bern is een voorspanlocomotief nodig.

## Treindienst
Het personenvervoer wordt uitgevoerd door de SBB sinds 2013. Daarvoor werd het vervoer uitgevoerd door de Chemin de fer Vevery-Chexbres (VCh).
| Serie | Treinsoort     | Route           | Bijzonderheden   |
| ----- | -------------- | --------------- | ---------------- |
| S 7   | RER Vaud (SBB) | Vevey – Puidoux | Train des Vignes |

## Elektrische tractie
Het traject van Compagnie du Chemin de fer Vevey–Chexbres werd op 16 mei 1940 geëlektrificeerd met een spanning van 15.000 volt 16 2/3 Hz wisselstroom.